# Cristallo d'Oro
Cristallo d'Oro è il nome di un premio nazionale annuale istituito nel 1966 dallo Sci Club Forlì. Viene attribuito, al termine di ogni stagione agonistica, a quell'atleta, maschio o femmina, che si sia distinto, per prestazioni e risultati, in una delle discipline riconosciute dalla Federazione italiana sport invernali (FISI).
Il premio non è stato assegnato nel 1981, nel 1986, nel 1989, nel 1992, negli anni dal 1994 al 1996 e negli anni dal 1998 al 2010.

## Albo d'oro
- 1966 - Carlo Senoner
- 1967 - Giustina Demetz
- 1968 - Eugenio Monti e Franco Nones
- 1969 - Clotilde Fasolis
- 1970 - Gustav Thöni
- 1971 - Federazione italiana sport invernali
- 1972 - Roland Thöni
- 1973 - Fausto Radici
- 1974 - Piero Gros
- 1975 - Paolo De Chiesa
- 1976 - Claudia Giordani
- 1977 - Franco Bieler
- 1978 - Herbert Plank
- 1979 - Maria Rosa Quario
- 1980 - Paul Hildgartner, Karl Brunner e Peter Gschnitzer
- 1981 - non assegnato
- 1982 - Daniela Zini
- 1983 - Michael Mair
- 1984 - Paoletta Magoni
- 1985 - Maurilio De Zolt
- 1986 - non assegnato
- 1987 - Marco Albarello
- 1988 - Alberto Tomba
- 1989 - non assegnato
- 1990 - Manuela Di Centa
- 1991 - Stefania Belmondo
- 1992 - non assegnato
- 1993 - Deborah Compagnoni
- 1994-1996 - non assegnato
- 1997 - Lara Magoni
- 1998-2010 - non assegnato
- 2011 - Christof Innerhofer
- 2012 - Massimiliano Blardone
- 2013 - Simone Origone
- 2014 - Armin Zöggeler
- 2015 - Luca Matteotti
- 2016 - Peter Fill e Federazione italiana sport invernali
- 2017 - Federico Pellegrino
- 2018 - Sofia Goggia e Giacomo Bertagnolli / Fabrizio Casal
- 2019 - Dominik Paris